# Reattore nucleare ad acqua leggera

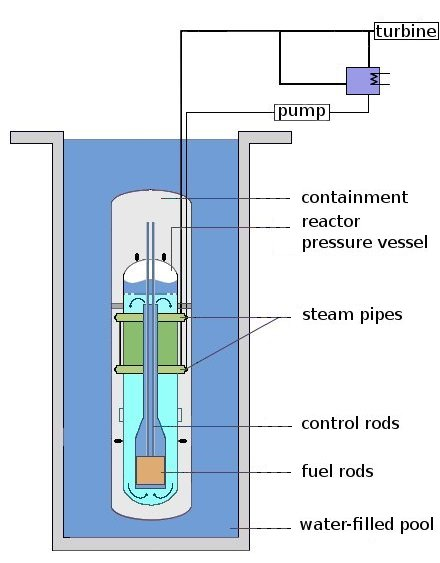
Modello di reattore ad acqua leggera

Il reattore ad acqua leggera, in lingua inglese Light Water Reactor o LWR è  la tipologia di gran lunga più diffusa di reattore nucleare refrigerato e moderato ad acqua leggera, ed ha come tale un coefficiente di vuoto negativo. Funziona con flusso neutronico termico e quindi senza fertilizzanti, ed ha come sottocategorie reattori ad acqua pressurizzata (PWR, tra cui gli EPR, i CPR, i VVER, gli AP1000 e gli FNBR), reattori ad acqua bollente (BWR e ABWR) e reattori ad acqua supercritica (SCWR).
Per funzionare ha bisogno dell'uranio arricchito: l'isotopo U-235  è portato, dallo 0,7 %, al 3%.